# Тазларово (деревня станции)
Тазларово (баш. Таҙлар станцияһы) — деревня станции в Кармаскалинском районе Республики Башкортостан Российской Федерации. Входит в состав Новокиешкинского сельсовета. 

## География

### Географическое положение
Расстояние до:
- районного центра (Кармаскалы): 16 км,
- центра сельсовета (Новые Киешки): 8 км,
- ближайшей ж/д станции (Тазларово): 0 км.

## Население
| 2002 | 2009 | 2010 |
| ---- | ---- | ---- |
| 116  | ↘49  | ↗69  |